# Damir Rančić
Damir Rančić, né le 23 juin 1983, à Split, en République socialiste de Croatie, est un joueur puis entraîneur croate de basket-ball. Comme joueur, il évolue au poste d'arrière.

## Palmarès
- Coupe de Croatie 2004, 2011
- Vainqueur des Jeux méditerranéens de 2009